# Carlismo electoral navarro (Restauración)

Navarra

El Carlismo fue el movimiento político dominante en elecciones en Navarra durante el periodo comprendido entre la tercera guerra carlista (finalizada en 1876) y la Dictadura de Primo de Rivera (iniciada en 1923). El movimiento, derrotado en 1876, durante el período de la Restauración recalibró su foco desde la acción militar hacia los medios de comunicación y las campañas políticas. Acomodándose con ello al marco político ofrecido por la monarquía alfonsina, los dirigentes de la organización consideraron las elecciones, y especialmente las elecciones a Cortes Generales, como el vehículo principal de movilización política. Navarra resultó ser el bastión electoral carlista; elegía al 35% de todos los diputados carlistas que se votaron para el Congreso durante estos casi 50 años de democracia liberal monárquica. Aunque el fenómeno era insignificante desde la perspectiva española general, la destreza política del Carlismo en la provincia fue clave para mantener su potencial hasta el momento de la recuperación del movimiento durante la Segunda República española.

## Sistema electoral

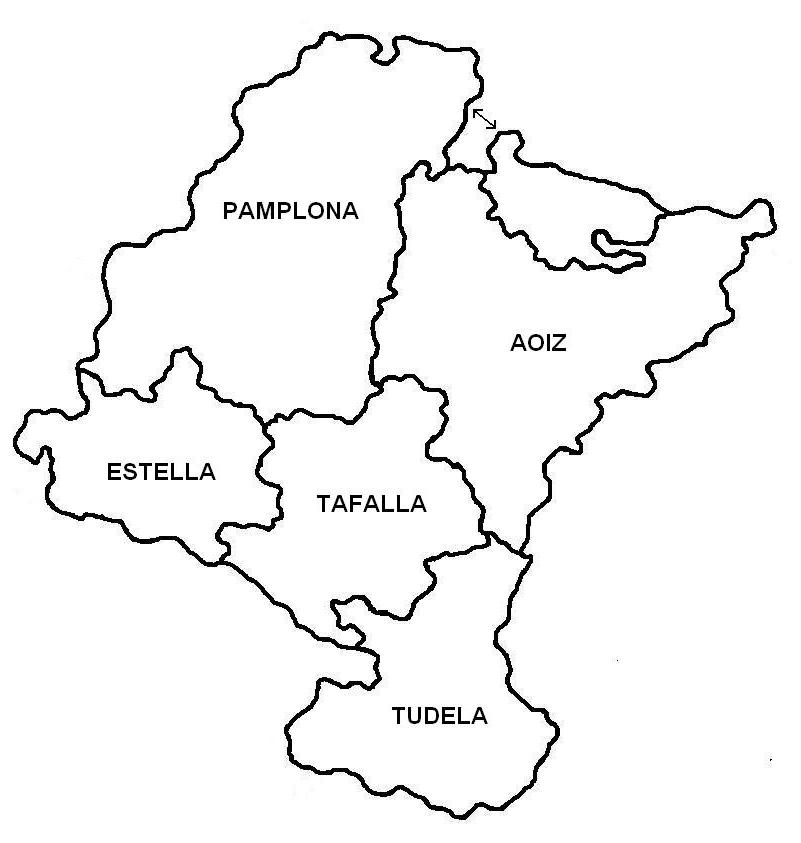
Distritos electorales, siglo XIX

Durante todo el período de la Restauración, Navarra se dividió en 5 distritos electorales, que territorial, y aproximadamente, se correspondieron con los cinco partidos judiciales existentes; cuatro de ellos (Estella, Aoiz, Tafalla y Tudela) estaban categorizados como distritos rurales, con un representante por cada uno, y uno (Pamplona) disfrutaba del estatus de “circunscripción” con tres representantes disponibles. Ambos tipos de representaciones de distritos se asignaron según el sistema de sufragio directo uninominal. En el siglo XX la comarca de las Améscoas se movió del distrito de Pamplona al de Estella.
Hasta las elecciones de 1886 los votantes electorales (alrededor 19.000, un 6% de la población) era varones, mayores de 25 años de edad con una situación económica desahogada. A principios de la campaña de 1891 se concedieron derechos a todos los varones mayores de 25 años, sin condicionante de la situación económica (sufragio universal masculino), lo que aumentó el número de potenciales votantes a unos 64.000 hombres (un 21% de la población).
Las elecciones españolas de la Restauración estuvieron marcadas por dos características distintas: turnismo y caciquismo. Según el turnismo, las elecciones estaban organizadas por uno de los dos alternantes, conservadores y liberales, para asegurarse su mayoría parlamentaria; el objetivo este bipartidismo electoral se logró mediante una amplia gama de manipulaciones electorales conocidas como pucherazos. El caciquismo era un sistema de corrupción política basada en redes clientelares de los partidos a nivel local. En Navarra ambos sistemas estuvieron en vigor, aunque su eficacia mermó con el tiempo y varió a través de la provincia, con un entorno rural normalmente más propenso al fraude electoral.

## Navarra y España

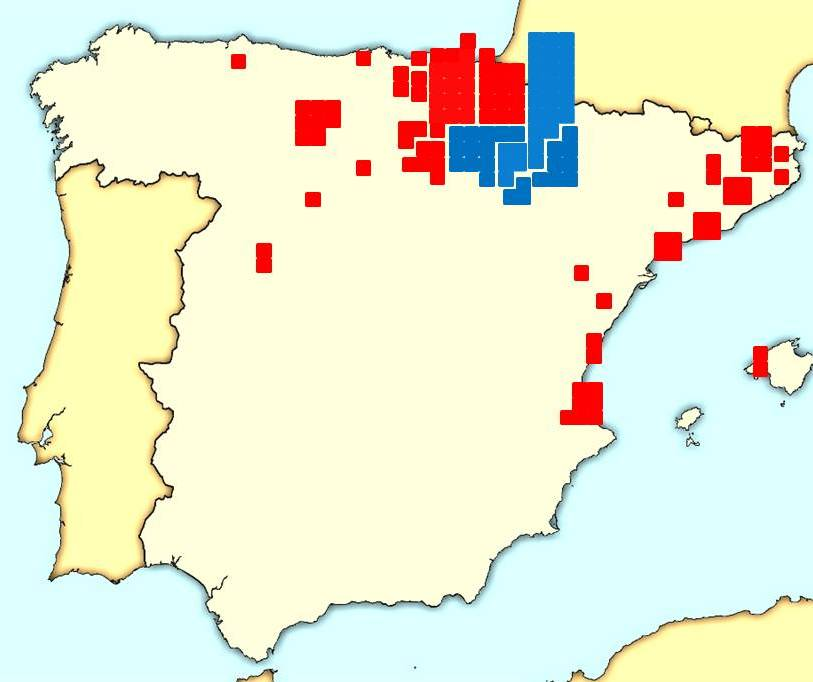
Diputados carlistas. Navarra en azul

Navarra elegía el 35% (50 de 144) de los diputados tradicionalistas votados durante el Restauración, aunque la proporción varió a través del casi medio siglo en cuestión. En el siglo XIX en los 80, la provincia se estaba quedando atrás sin ganar representante alguno, mientras que ocasionalmente se lograban escaños individuales en Guipúzcoa, Álava y Vizcaya.  En los 90, y desde 1916 en adelante, los diputados navarros a Cortes supusieron un 30-40% de toda la minoría tradicionalista. De 1903 a 1914 los navarros dominaban contundentemente el dominado grupo de diputados carlistas; en 1906 lograron el récord del 67% (4 de 6). En cifras absolutas los más exitosos fueron los años de 1907 y 1910, cuándo los tradicionalistas obtuvieron 6 de los 7 escaños navarros disponibles; durante estos plazos formaron 1,5% de todos los  diputados (en otras ocasiones normalmente variaban entre 0,8% y 1,2%).
Como provincia llegó a los 50 diputados carlistas elegidos en conjunto; en términos de celo legitimista, ninguna otra zona de España tuvo comparación. Refiriéndose a las regiones entonces existentes, solo dos le iban a la zaga: las Vascongadas, que eligió 44 diputados, y Cataluña, con 23 diputados. Castilla la Vieja y Valencia obtuvieron 11 escaños cada una, y otros 5 se repartieron entre Asturias, León y Baleares. Ni un solo asiento se ganó en la capital, Madrid.
Con 22 diputados Pamplona encabeza la lista de distritos electorales españoles con mayor número de diputados carlistas elegidos; aunque los dos siguientes son distritos guipuzcoanos (Azpeitia y Tolosa), Estella (12 diputados) ocupa el cuarto lugar y Aoiz (8 diputados) el quinto. Tafalla (5 diputados) todavía lo sitúa entre los diez primeros, mientras que Tudela (3 diputados) se sitúa en la zona media, por delante de 18 distritos que en alguna ocasión eligieron 1 o 2 diputados tradicionalistas. El índice porcentual más alto de éxito se midió en los dos distritos de Guipúzcoa mencionados, estando Estella el tercer lugar (con un 65%), Aoiz, cuarto (con el 40%) y Pamplona, sexto (37%).

## Etapas
En términos de historia electoral carlista en Navarra, la era de 1879-1923 muestra 4 etapas, marcados por condiciones diferentes, estrategias, y sobre todo, resultados diferentes. El periodo de 1879-1890 produjo casi una ausencia electoral total, 1891-1902 fueron los años del ascenso, 1903-1917 proporcionó a los carlistas con dominio total y 1918-1923 mostró un gradual eclipse.

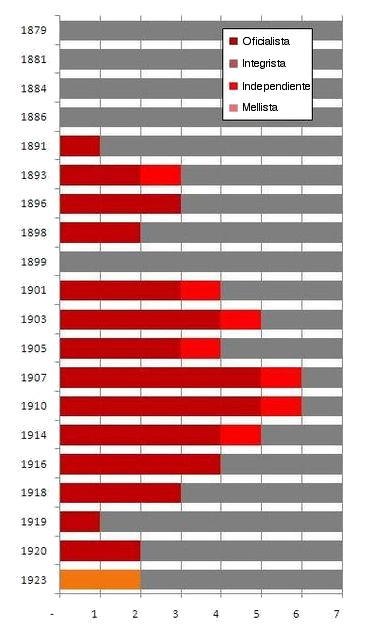
Diputados navarros a Cortes

### Etapa 1: 1879-1890
La derrota militar padecida en 1876 paralizó las actividades carlistas en el país, con la prensa suspendida, los círculos cerrados y los dirigentes exiliados. Aunque las estructuras del partido se fueron gradualmente reconstruyendo, hasta finales de la década de 1880 no había todavía centros electorales carlistas ni otro comités organizados que operaran en Navarra. Su primer diario, El Tradicionalista, apareció ya en 1886, y se complementó con La Lealtad Navarra en 1888. El partido no presentó candidatos oficiales, aunque hubo algunos que demostraron cierta simpatía por la causa carlista. Los carlistas probaron su propia fuerza en las elecciones a Diputación Foral a partir de fines de 1870, pero no tuvieron éxito hasta fines de la década de 1880. Primero reaparecieron como grupo político en las elecciones municipales locales, como en 1881 pudieron elegir 8 concejales para el Ayuntamiento de Pamplona.

### Etapa 2: 1891-1902
A partir de finales de la década de 1880, el carlismo asumió una forma moderna estructurada y la división del tradicionalismo en 1888 entre carlismo jaimista (línea oficialista) e integrista produjo una política más agresiva de ambos grupos. Aunque la mayoría de candidatos de 1891 fueron fácilmente derrotados, la elección de Sanz Escartín marcó el principio de la marcha carlista hacia el dominio posterior. En 1893 los jaimistas mejoraron en dos escaños, aunque para Vázquez de Mella la victoria fue marginal, y la rama integrista ganó uno. Las elecciones estuvieron marcadas también por el declive de los liberales. 1896 trajo 3 escaños. Durante la campaña de 1898 los carlistas estaban probablemente demasiado confiados; Sanz y Mella tenía sus billetes confirmados, pero Irigaray  no. En 1899 Carlos VII ordenó la abstención y llamó al boicot; ningún candidato individual se unió a la carrera. En 1901 los carlistas recuperaron 2 escaños en Pamplona y Estella, mientras Irigaray registró su primera victoria en Aoiz.

### Etapa 3: 1903-1917
Durante los años entre 1903-1917 ambas ramas del tradicionalismo ganaron 29 de los 42 representantes posibles (69%) y el períoodo está claramente marcado por su supremacía. La única área más alejada del claro control carlista fue Ribera Baja navarra, ya que en el distrito de Tudela ganaron solo 2 de 6 representantes. Surgieron como un árbitro en la escena política regional, con otros partidos buscando su apoyo. En muchas elecciones de esa época, los opositores ni siquiera se molestaron en competir. La etapa se cierra con las elecciones de 1916, cuando los carlistas cambiaron la estrategia de alianzas para recuperar los distritos de Tudela y Tafalla; tuvieron éxito sólo parcialmente.

### Etapa 4: 1918-1923
La etapa final recae en los años de 1918-1923. Está marcado por la desaparición de los integristas y una estrategia de alianzas tácticas fundamentales a expensas de una línea política clara, que desencadenó un conflicto interno dentro del carlismo oficial. La estrategia no produjo los resultados esperados; la secesión mellista añadió perjuicio al daño, y el surgimiento de nuevos partidos nacionalistas vascos, republicanos y socialistas contribuyeron a la mengua electoral del carlismo. Durante la última campaña de la Restauración en 1923, Jaime III ordenó la abstención, citando la desilusión con la corrupta democracia. De 4 candidatos relacionados con los carlistas que decidieron postularse individualmente, solo fueron elegidos 2.

## Programa

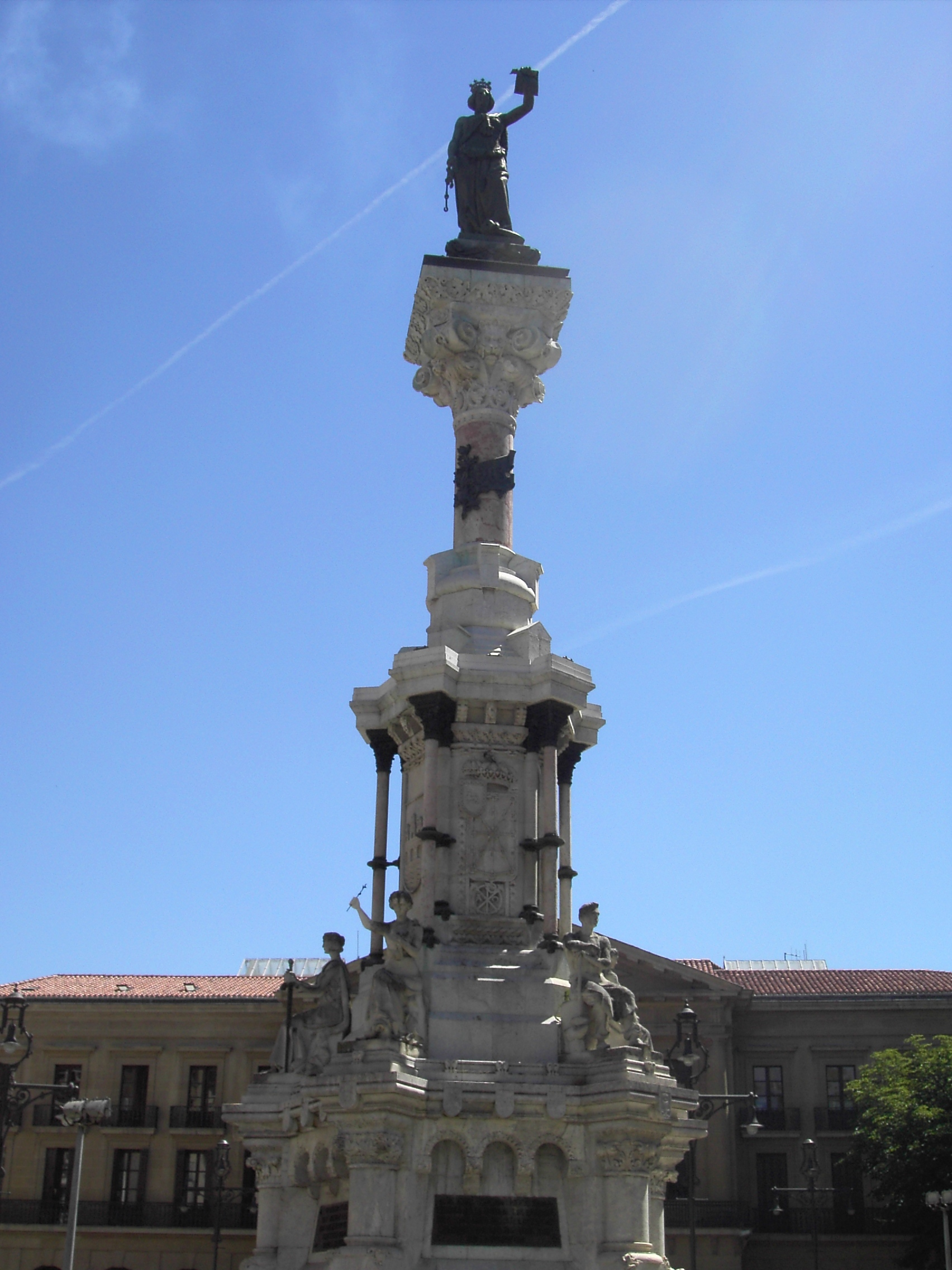
Monumento a los Fueros, Pamplona

Inicialmente, los carlistas preferían no competir en un programa altamente partidista e impulsado por la ideología. En cambio, su propaganda fue calibrada para demostrar que solo el tradicionalismo sería un representante genuino de los intereses locales y provinciales en Madrid. Fue la parte de los "Fueros" de su ideario la que se puso a la vanguardia. La defensa de los intereses locales siguió siendo la característica más constante de la acumulación electoral del carlismo navarro convencional, aunque incluso los llamamientos para la restauración de la situación anterior a 1841 nunca han significado el respaldo de diseños autónomos ni para la provincia ni para la región vasco-navarra en general. El tema siguió siendo una cuestión espinosa durante el período de vigencia de la Alianza Foral en la década de 1920, socavando la concordia carlista-nacionalista e incluso produciendo divisiones internas dentro del propio carlismo.
Otra característica típica de la propaganda tradicionalista eran las constantes referencias a los valores cristianos, con los principales carlistas que compiten contra otras agrupaciones de la derecha, principalmente los integristas, para obtener el apoyo de la jerarquía católica, y si eso fuera inviable, que, al menos, sirviera para confirmar sus credenciales católicas de una manera u otra. Después del Congreso Católico de Zaragoza en 1890, todos los candidatos que se postulaban como "católicos" se esforzaron por obtener la autorización de los obispos; los carlistas trataron de obtener dicha licencia exclusivamente y criticaron el supuesto abuso e inflación del término, otorgado por los obispos incluso a los candidatos liberales.

Enseña carlista

En el siglo XX, la propaganda carlista estaba cada vez más saturada de diatribas dirigidas contra la corrupción política (presentada como consecuencia inevitable del liberalismo), e incluso contra el propio sistema electoral. Otra corriente ascendente fue la defensa del legitimismo, aunque las referencias a reclamos dinásticos generalmente se velaron y el partido trató de evitar el desafío abierto al gobierno alfonsista. Las campañas de los candidatos carlistas, siempre ultraconservadores y antidemocráticos, en el cambio de los siglos, se volvieron aún más reaccionarias e incluyeron llamadas cada vez más frecuentes a defender los valores tradicionales contra la "revolución roja". A fines de la década de 1910 y principios de la década de 1920, con la política carlista de alianzas fundamentales en pleno apogeo, dejaron de lado los hilos ideológicos. Fueron los integristas los que sobresalieron al criticar a los jaimistas por aliarse con los archienemigos liberales. Finalmente, los últimos años de Restauración estuvieron marcados por el rechazo externo del sistema político y la "farsa parlamentaria".

## Política de alianzas: amigos y enemigos
No hubo una política de alianza carlista concisa, firme y continua durante las elecciones navarras a las Cortes. La elección de amigos y enemigos surgió de la dinámica interna dentro del Carlismo en España, de los cambios políticos de los demandantes carlistas, de las circunstancias locales y de los desarrollos en la escena política provincial y nacional.
Durante la década de 1880 y la mayoría de las décadas siguientes, los liberales, victoriosos en los campos de batalla, continuaron siendo archienemigos carlistas también en las urnas. Absteniéndose de presentar candidatos, los seguidores de Carlos VII simpatizaron con algunos aspirantes a Cortes que representaban a otros grupos. Uno de esos grupos fueron los conservadores; el más destacado de ellos fue el marqués de Vadillo, considerado un candidato semi-carlista y su red de caciques ocasionalmente apodado carlo-vadillismo. Otros candidatos amigos fueron los Fueristas, un grupo centrado en el programa autónomo y católico. Con la reconstrucción de la organización carlista, la base electoral de los Fueristas fue gradualmente absorbida por los tradicionalistas a fines de la década de 1880.

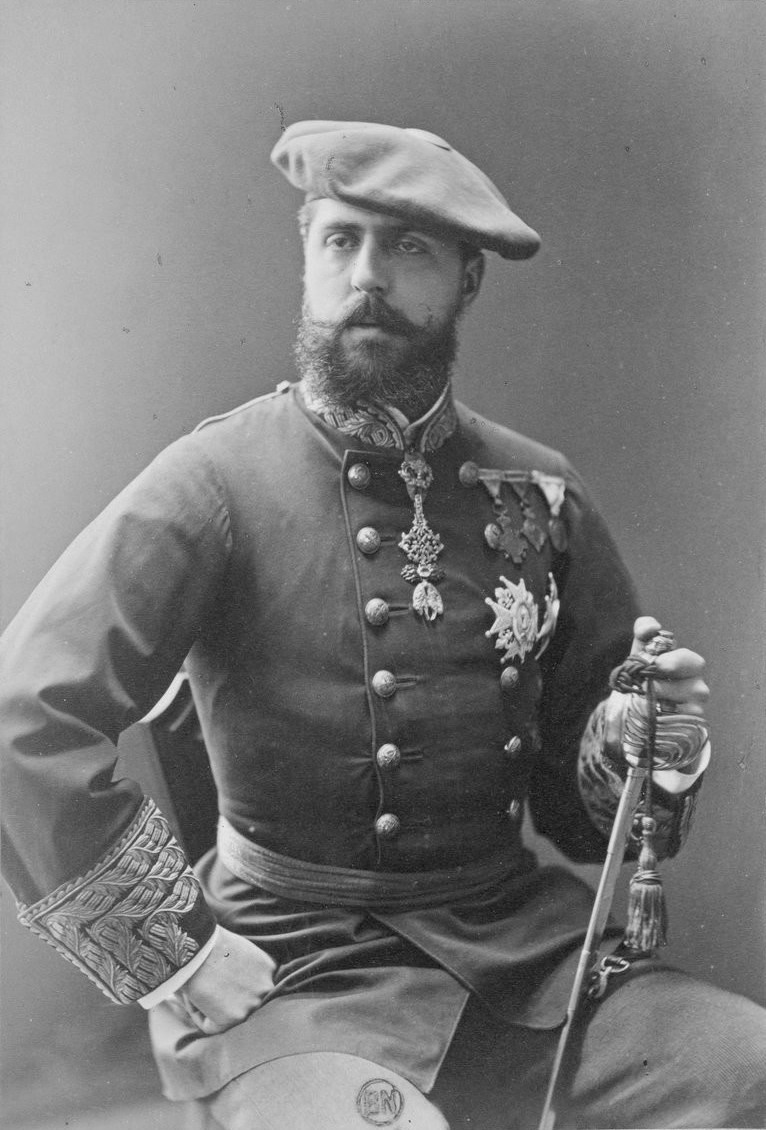
Carlos VII

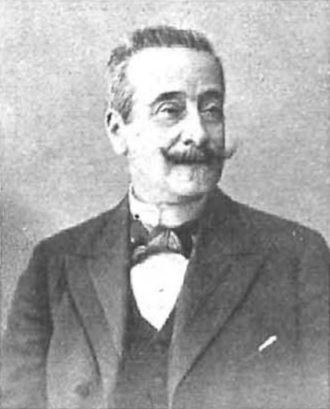
Ramón Nocedal

La división de 1888 entre los Integristas separatistas de Ramón Nocedal y el Carlismo dominante leal a Carlos VII produjo una amarga rivalidad entre ambas facciones. Aunque inicialmente en Navarra los dos grupos consideraron el apoyo mutuo de sus hombres, finalmente presentaron candidatos competitivos en 1891. Durante la década de 1890, ambos grupos se consideraron enemigos primarios y lucharon con una hostilidad venenosa. Cuando los Integristas no presentaron candidatos (como en 1898) se negaron a apoyar a los carlistas e incluso respaldaron a sus oponentes. La hostilidad se convirtió en un acercamiento a principios de 1899, cuando dos facciones acordaron cooperar en Guipúzcoa; la alianza carlointegrista pronto se extendió también a Navarra. En 1899 ambas ramas boicotearon las elecciones, y en campañas posteriores trabajaron juntas.
Desde principios del siglo XX, los carlistas surgieron como árbitros en la escena política regional, y otros partidos competían entre sí en busca de su apoyo. Las más estables resultaron ser las alianzas con los Integristas y que los Mauristas, generalmente formados bajo un amplio paraguas monárquico-católico-regional. Como parte del acuerdo, los tres mandatos de Pamplona disponibles se compartieron entre un carlista, un integrista y un conservador, mientras los aliados carlistas disfrutaban del privilegio de un "segundo voto ".
Alrededor de 1915, la política de la alianza carlista comenzó a cambiar, como resultado del regateo complejo en las elecciones locales. En 1916, los carlistas modificaron su estrategia y prefirieron antes a los liberales que a los integristas como socios de la alianza para recuperar los distritos de Tudela y Tafalla. El año también marcó una nueva estrategia de alianzas tácticas fundamentales concluyó a expensas de una línea política clara. La que enfureció a muchos fue una coalición con los liberales. Un acuerdo con los nacionalistas, inicialmente destinado a elecciones locales pero que finalmente se aplicó a las elecciones generales, y también levantó muchas cejas. Finalmente, la secesión mellista dividió el carlismo más adelante.

## Geografía

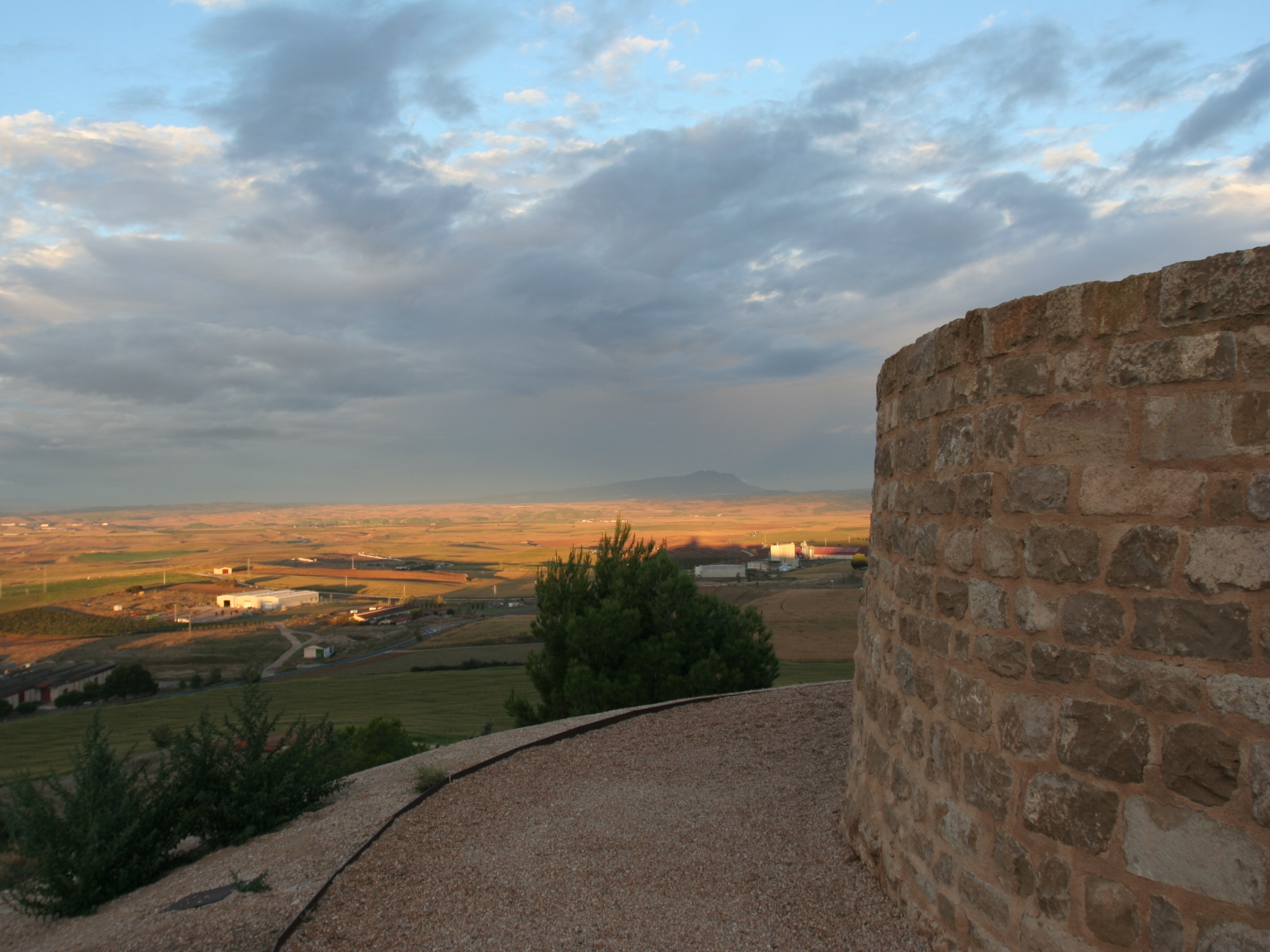
El núcleo: de Artajona a Estella

El análisis de la distribución geográfica del apoyo carlista en Navarra revela algunas reglas generales aplicables durante la mayor parte del período de Restauración, aunque hubo pocos patrones cambiantes rastreables en partes específicas de la provincia. En general, el Carlismo registró la mayor tasa de éxito en el distrito electoral de Estella (ganó el 60% de los mandatos disponibles), seguido de Aoiz (40%), Pamplona (37%), Tafalla (25%) y Tudela (15%).
El carlismo gozó del mayor apoyo en la zona central de Navarra, cubriendo el cinturón de las Sierras Occidentales, Tierra Estella, Cuenca de Pamplona, Navarra Media, Baja Montaña y parcialmente Prepireneo, con el núcleo formado por confluencia de los distritos de Pamplona, Estella y Tafalla, alrededor de Artajona, Mendigorría, Larraga, Val de Mañeru y Valdizarbe. Un cambio importante dentro de esta zona central fue el deterioro gradual del voto carlista en el borde sur del cinturón, en Ribera Estellesa, municipios del norte de la Ribera Arga y en Sierra de Ujué.

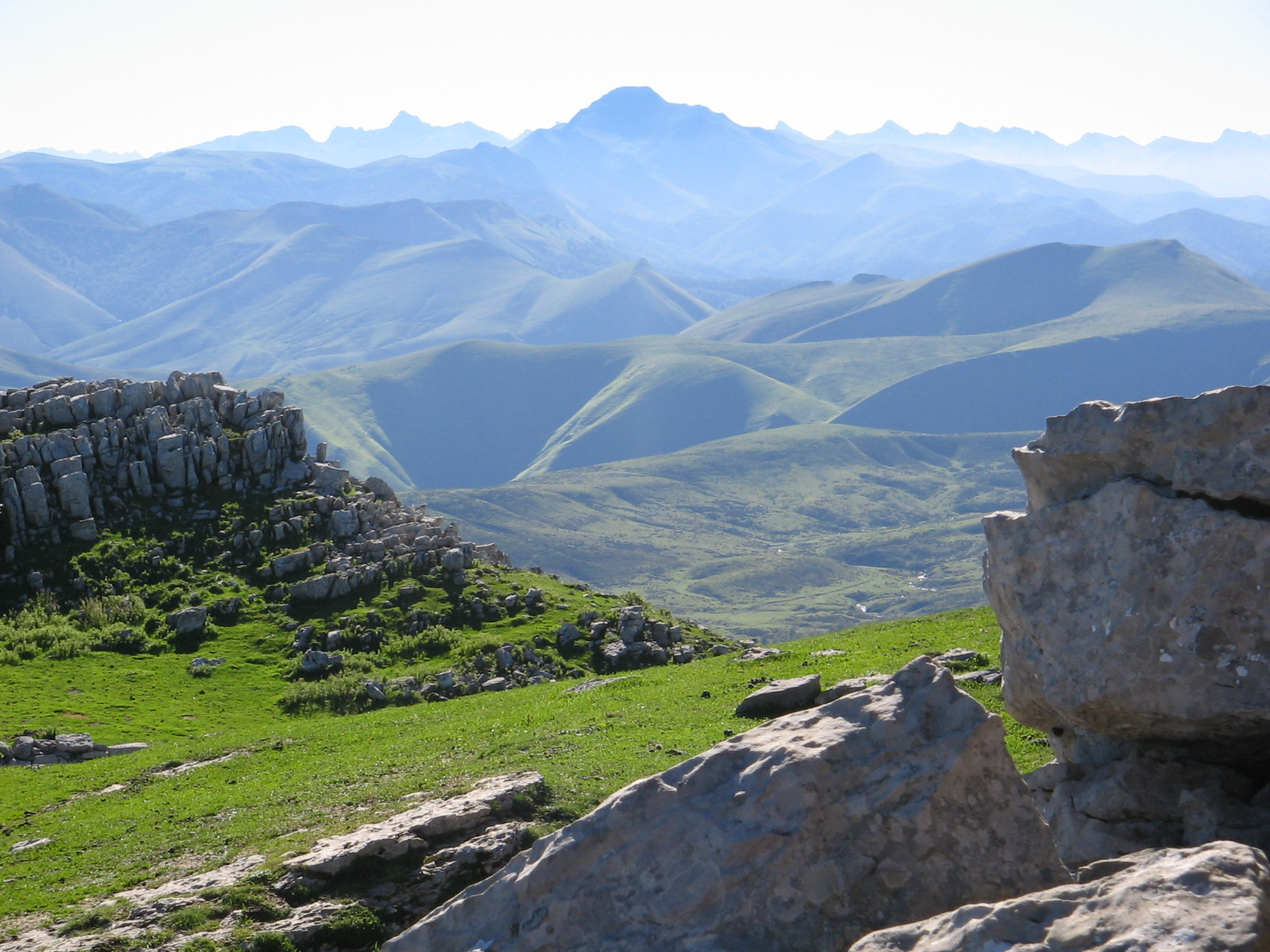
Asidero suelto: Pirineos

La ciudad de Pamplona estaba a principios de la década de 1890 dominada por los carlistas, aunque a finales de siglo su rivales acortaron la distancia y Sanz dejó de ser el diputado más popular de la ciudad; también Vázquez de Mella más tarde, en el siglo XX, tuvo que conceder el primer lugar a un candidato maurista. La tendencia demostró ser estable y en algún momento el carlismo perdió su control sobre la capital, ya que en 1931 Pamplona fue uno de los pocos lugares en Navarra donde la coalición carlista-nacionalista perdió contra la izquierda. La ciudad de Estella fue testigo del patrón opuesto: inicialmente los carlistas sufrieron fuertes derrotas y conquistó la ciudad solo a principios del siglo XX, para seguir ganando también durante el triunfo democrático general de 1931.
El cinturón del norte de la provincia (los valles cantábricos, valles meridionales, precantábrico, Pirineos) era de forma consistente menos entusiasta con el tradicionalismo. Hasta finales de la década de 1890, al movimiento le fue bastante mal en las montañas; en los Pirineos Orientales, dominado por caciques como Gayarre con base en  Roncal, los carlistas sin incluso molestarse en presentar un candidato. Con el tiempo ganaron fuerza en valles meridionales, parcialmente en prepirenáicos y de los Pirineos Orientales, aunque su control fue menos que firme. El Corredor del Araquil, en la década de 1890 fiel a la causa legitimista, fue conquistado más tarde por los demócratas. Los valles cantábricos siguió siendo la fortaleza integrista, Con el tiempo fueron los nacionalistas vascos los que pusieron el pie en la zona. En general, hasta el final de Restauración, los carlistas no dominaron el cinturón septentrional, y era escasa la densidad de población de esta región montañosa que trabajó a su favor al agregar el voto a los distritos de Pamplona y Aoiz.

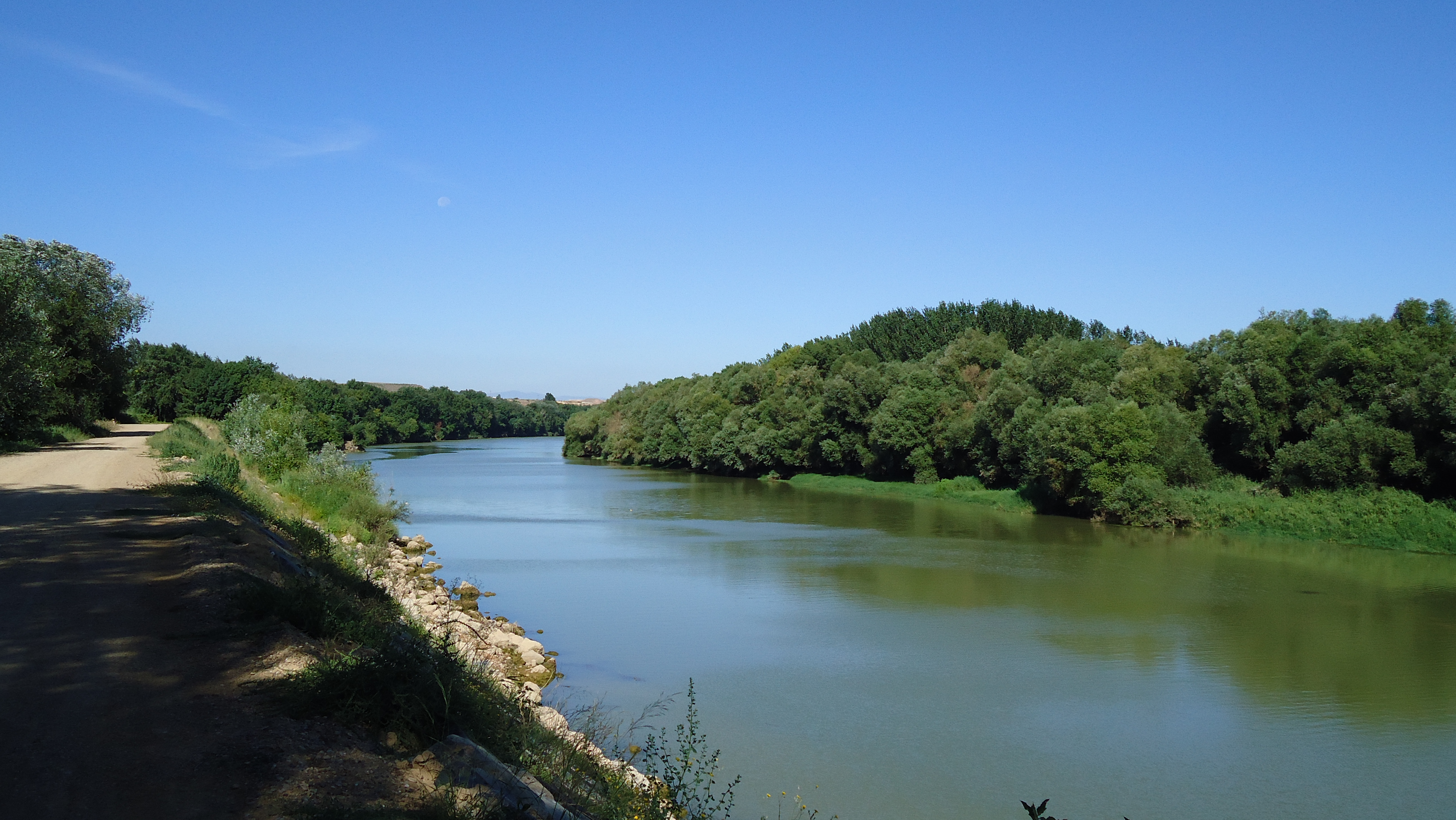
Dando la espalda: Ribera

El área que fue testigo del cambio más visible en términos de preferencias políticas fue el cinturón sur (Ribera Alta, Ribera Arga, Ribera Aragón, Bardenas Reales, Ribera Baja). Los municipios a lo largo del Ebro superior comenzaron a alejarse del carlismo a finales de la década de 1890. Los municipios del sur de los distritos de Estella y Tafalla, Ribera Arga y Ribera Aragón, incluidas las ciudades de Olite y Tafalla, solían ser tibios para el carlismo, con la única excepción de los años alrededor de 1910, cuando Bartolomé Feliú invirtió brevemente el patrón. Las municipalidades a lo largo del Ebro inferior no mostraron preferencias claras hasta la década de 1910, aunque en la Ribera Baja el carlismo mantuvo durante décadas su fortaleza insular en la capital Tudela, perdiendo la ciudad después de 1910 para no volver a tomarlo. A partir de entonces, toda la Ribera Oriental estaba cayendo irreversiblemente en manos de enemigos carlistas, en su mayoría republicanos, aunque también socialistas.

## Personalidades

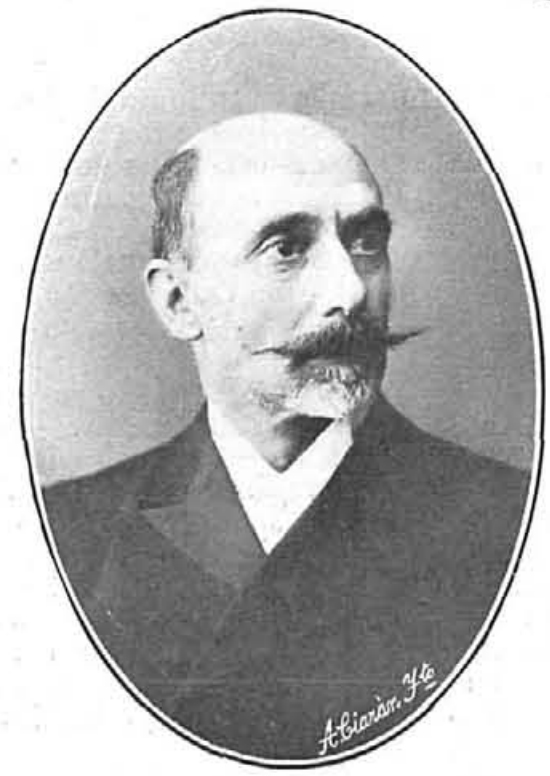
Joaquín Lloréns

Fueron 20 los individuos elegidos como diputados carlistas por Navarra durante la Restauración, más un número no especificado de candidatos que, al menos, una vez se postularon para las Cortes, pero que nunca tuvieron éxito. Los dos primeros que encabezan la lista no son navarros: Joaquín Lloréns Fernández y Juan Vázquez de Mella, que sirvieron 8 legislaturas cada uno como diputados navarros en las Cortes.
Joaquín Lloréns Fernández (1854-1930) fue un levantino y soldado, al mando de la artillería carlista durante la tercera guerra carlista. Comenzó su carrera parlamentaria en otro lugar, pero a partir de 1901 fue elegido 8 veces seguidas por Estella; su posición en el distrito fue tan dominante que nadie se atrevió a confrontarle en el período 1910-1916; sin embargo, fue derrotado en Estella por un candidato cerralbista en 1919. Juan Vázquez de Mella (1861-1928) fue un asturiano y destacado teórico carlista. Aunque estuvo presente en 8 legislaturas navarras a las Cortes, fue elegido solo 7 veces (3 veces de Estella y 4 veces de Pamplona), ya que en 1903 él reemplazó al candidato exitoso, Miguel Irigaray. Ambos no eran típicos cuneros (a veces también llamados paracaidistas), ya que con el tiempo se involucraron profundamente en los problemas locales.

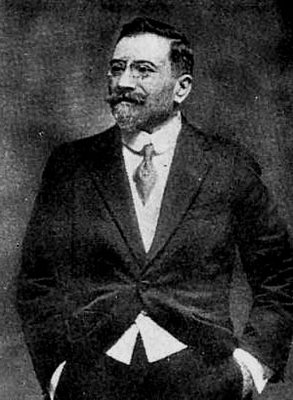
Juan Vázquez de Mella

El diputado local más notable fue Romualdo Cesáreo y Sanz Escartín, el general carlista de Pamplona; fue el primer diputado carlista elegido en la provincia durante Restauración, exitoso en su ciudad natal 5 veces y más tarde sirvió también en el Senado. El candidato integrista más elegido fue José Sánchez Marco, representando a Pamplona en 1907, 1910 y 1914; los otros Integristas elegidos fueron Ramón Nocedal y Arturo Campión. El único diputado elegido como carlista independiente fue Justo Garrán Moso, que se postuló cuando los jaimistas e integristas no presentaron candidatos oficiales. Dos casos en los que los líderes carlistas nacionales compitieron en Navarra fueron estos de Bartolomé Feliu Pérez en 1910 y Luis Hernando de Larramendi en 1920, aunque había líderes locales navarros en pie, como Simón Montoya Ortigosa (sin éxito) en la década de 1890, o Gabino Martínez Lope García (con éxito) en la década de 1910. Dos condes de Rodezno dieron el único ejemplo de dos generaciones: padre e hijo, sirviendo como diputados carlistas navarros.
El candidato que obtuvo el mayor número de votos fue de Mella en 1907 (13.341) y en 1914 (11.338); el marco de 10.000 votos también fue excedido por Sánchez Marco en 1907 (10.166) y por Sanz en 1891 (10.003); Debido al tamaño de la circunscripción, todos fueron casos del distrito de Pamplona. En términos del porcentaje de votos ganados, la primacía recae en Llórens Fernández, quien recibió el apoyo del 99,51% de los votantes en Estella en 1907. En total hubo 8 casos de carlistas que obtuvieron su acta de acuerdo con el notorio artículo 29, es decir, sin oposición de candidatos contrarios: Lloréns de Estella en 1910, 1914 y 1916, Tomás Domínguez Romera de Aoiz en 1914, Vázquez de Mella y Sánchez Marco en 1910, Víctor Pradera en 1918 y Joaquín Baleztena en 1920 (todos de Pamplona).

## Factores de éxito

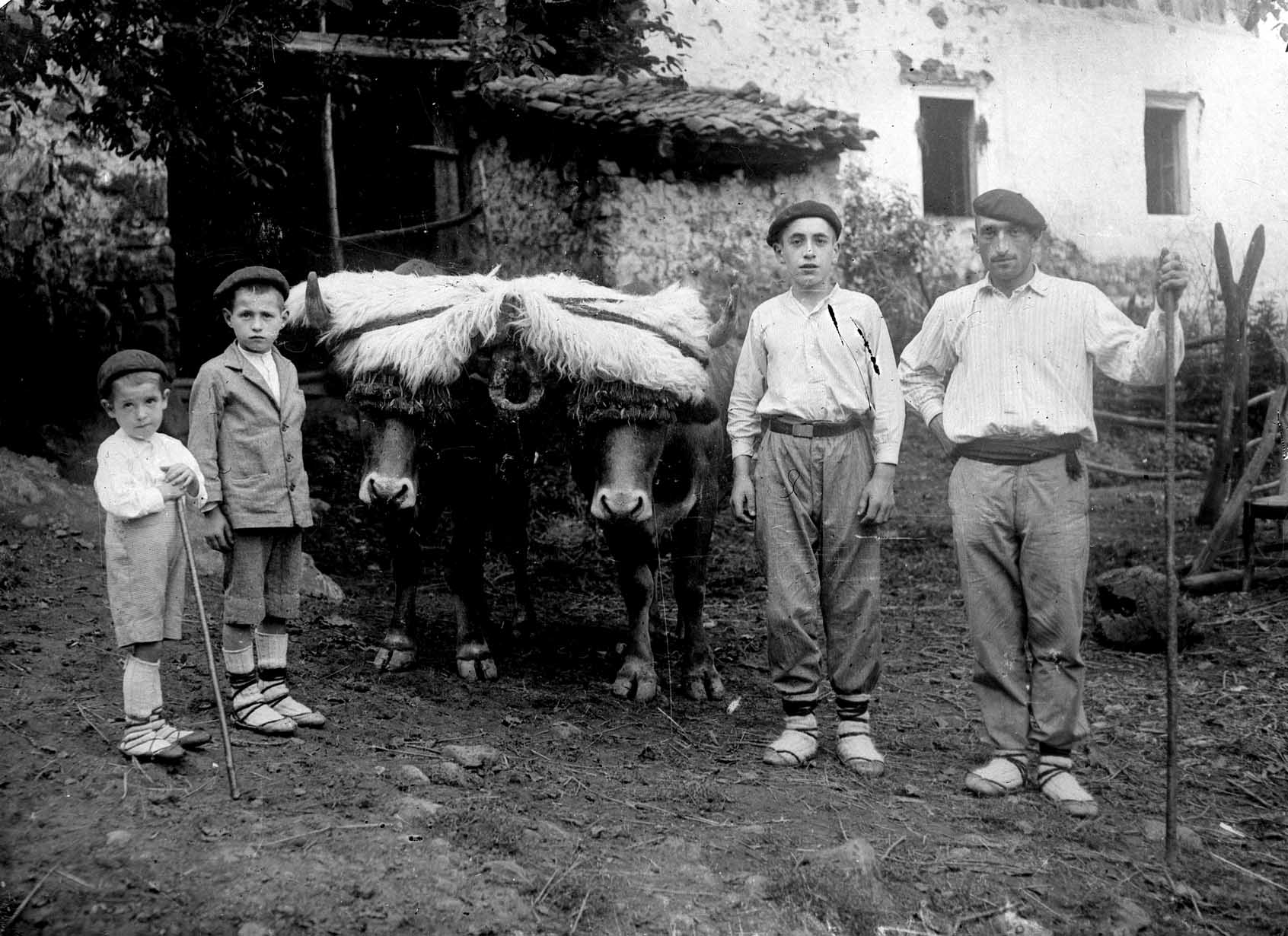
Campesinos vascongados

El grupo de teorías más popular que evalúa la popularidad carlista (o la falta de ella) apunta a condiciones socioeconómicas, aunque los académicos de esta escuela pueden presentar conclusiones contradictorias. La teoría prevaleciente afirma que el carlismo prosperó en áreas rurales con grandes bienes comunes y dominado por propiedades de tamaño mediano, al menos autosustentables pero generalmente capaces de ingresar al intercambio de mercado. Este tipo de unidades proporcionaban bases económicas para los propietarios campesinos, la base social del carlismo, y era frecuente en el cinturón norte de España, típico en la mayoría de Navarra. Cada vez que este grupo social daba paso a propietarios de pequeñas parcelas no sostenibles, campesinos sin tierra,arrendatarios, trabajadores rurales y jornaleros - como fue el caso en la Ribera navarra, hogar de muchos terratenientes - El carlismo estaba perdiendo su base. En el extremo opuesto de la provincia, en los Pirineos, la baja fertilidad del suelo y los cortos períodos de vegetación redujeron la eficiencia de las explotaciones de tamaño mediano, lo que provocó la escasez de tierras y la tensión resultante, parcialmente desactivada por la emigración. En caso de que las áreas rurales se industrializaran, la consiguiente movilidad social estaba socavando los patrones de vida tradicionales y socavando la popularidad carlista, como se supone que es el caso del Corredor del Araquil.

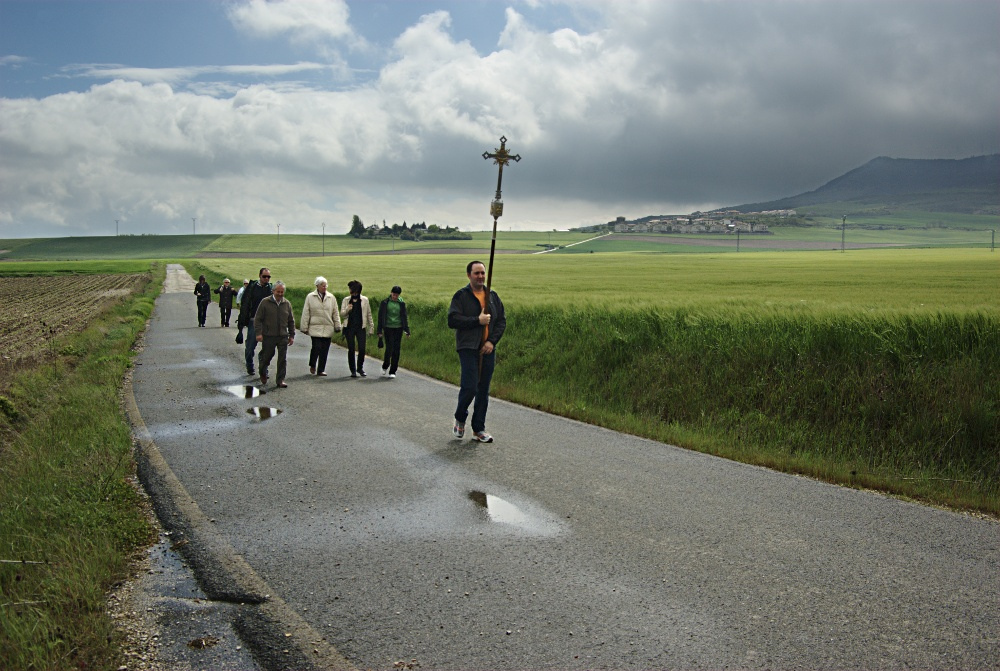
Romería en Navarra

Otro grupo de determinantes enumerados está relacionado con la cultura y la religión. Se observa que el carlismo estaba fuertemente relacionado con la religiosidad, más ferviente en las provincias del norte, y una densa red parroquial, servida principalmente por clérigos provenientes de la misma área, mantuvo el movimiento. Grupos de población que demuestran indiferencia religiosa u hostilidad externa, como profesionales de clase media socialmente móviles que dominan cultural y políticamente en comunidades urbanas , son responsables de rastrear la popularidad carlista en las ciudades y sus alrededores, que conduce incluso a la aparición de un hilo antiurbano dentro del Carlismo. La influencia liberal de emigrados o retornados en el Norte, combinada con la experiencia de primera mano del estado francés secular en los Pirineos, se cita como una posible razón para el control tradicionalista en los municipios montañosos.

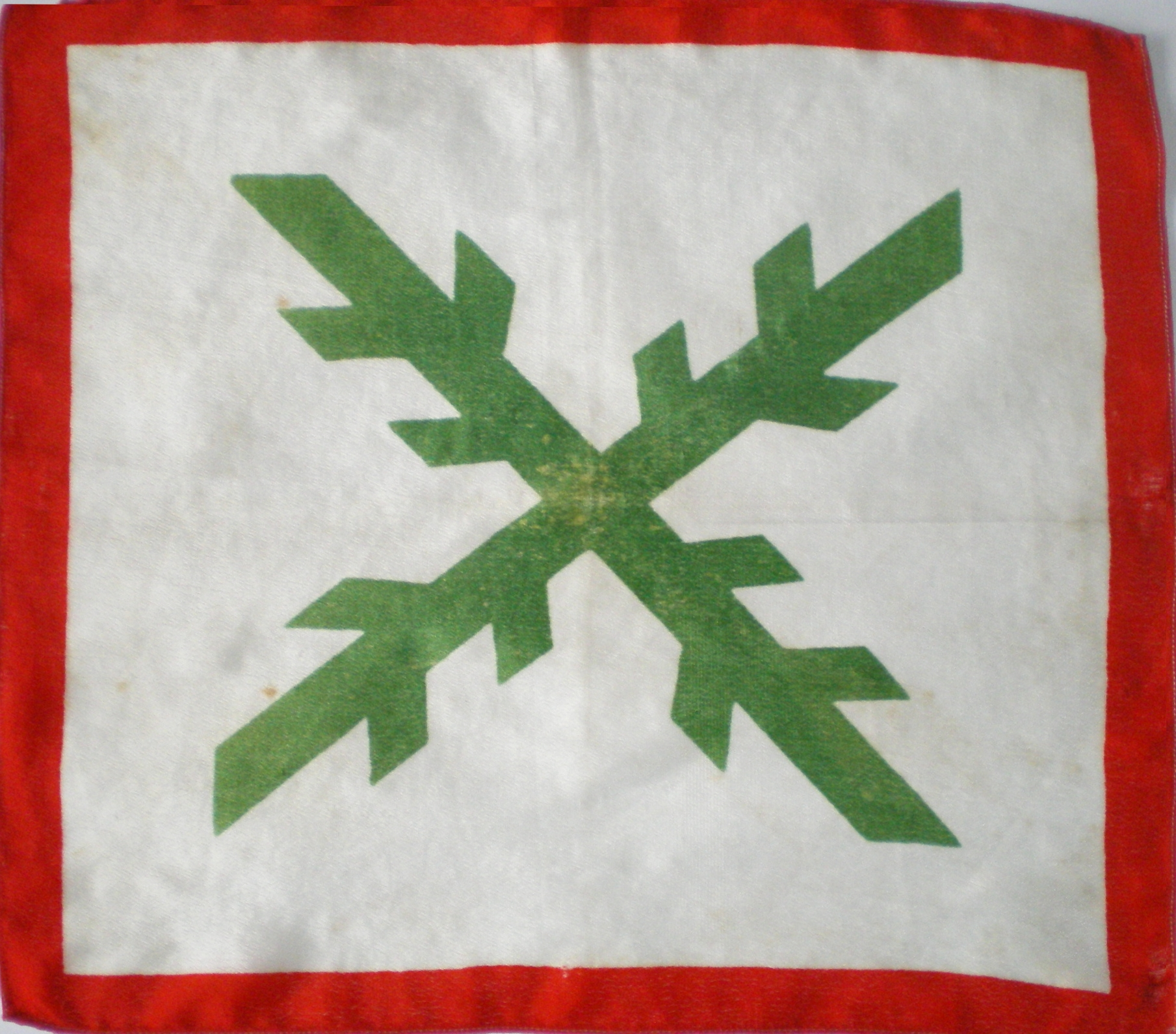
Emblema de Euzko Mendigoizale Batza

Uno de los temas más controvertidos es la correlación entre carlismo y nacionalismo vasco. No cabe duda de que hasta cierto momento el carlismo y la identidad étnica vasca se sostenían mutuamente, lo que ayuda a comprender el apoyo limitado al carlismo en la parte sudoriental de Navarra. La discusión es principalmente sobre cuándo los dos comenzaron a separarse, en qué medida el nacionalismo vasco debe algo de su características para el carlismo, y en qué medida el declive del Carlismofue el resultado de que su electorado fuera tomado por los partidos vascos.
La historiografía carlista de las últimas décadas parece marcada por un creciente escepticismo hacia las condiciones socioeconómicas que se ponen a la vanguardia, ahora sospechosas de darwinismo esquemático y simplificaciones excesivas. Un revisor subraya la aparición de trabajos centrados en "microsistemas de la vida cotidiana", como mentalidad colectiva, valores religiosos y morales, factores antropológicos, costumbres, patrones de interacción familiar, etc. Otro historiógrafo pregunta si la nueva ola de obras marca un retorno a la política como clave principal de análisis. Este enfoque aún debe contribuir a comprender los patrones de los resultados electorales carlistas en Navarra.